# Красилівська волость (Таращанський повіт)
Красилівська волость — історична адміністративно-територіальна одиниця Таращанського повіту Київської губернії з центром у селі Бесідка.
Станом на 1886 рік складалася з 6 поселень, 6 сільських громад. Населення — 7956 осіб (3933 чоловічої статі та 4023 — жіночої), 1131 дворове господарство.
|                     | Площа, десятин | У тому числі орної, дес. |
| ------------------- | -------------- | ------------------------ |
| Сільських громад    | 6964           | 5333                     |
| Приватної власності | 19             | 19                       |
| Надільної власності | 6072           | 5785                     |
| Іншої власності     | 206            | 182                      |
| Загалом             | 13261          | 11319                    |

Поселення волості:
- Бесідка — колишнє власницьке село за 35 версти від повітового міста, 2207 осіб, 331 двір, православна церква, школа, 2 постоялих будинки.
- Баштечки — колишнє власницьке село при річці Бурти, 524 особи, 84 двори, православна церква, школа, 2 постоялих будинки.
- Королівка — колишнє власницьке село при струмкові, 324 особи, 46 дворів, молитовний будинок.
- Красилівка — колишнє власницьке село, 1012 осіб, 171 двір, православна церква, молитовний будинок, 2 постоялих будинки, лавка, пивоварний і винокурний заводи.
- Тинівка — колишнє власницьке село при струмкові, 1686 осіб, 258 дворів, православна церква, школа, постоялий будинок, 2 постоялих будинки, лавка.